# Hostouň, Böhmen
Hostouň är en ort i Tjeckien.   Den ligger i regionen Mellersta Böhmen, i den centrala delen av landet, 16 km väster om huvudstaden Prag. Hostouň ligger 351 meter över havet och antalet invånare är 901.
Terrängen runt Hostouň är platt. Runt Hostouň är det mycket tätbefolkat, med 1 463 invånare per kvadratkilometer. Närmaste större samhälle är Prag, 15,9 km öster om Hostouň. Trakten runt Hostouň består till största delen av jordbruksmark.